# Мальков, Евгений Юрьевич
Евге́ний Ю́рьевич Малько́в (12 июля 1988, Электросталь, Московская область, РСФСР, СССР) — российский футболист, защитник.

## Карьера
Евгений родился в городе Электросталь, где и начал заниматься футболом в местной ДЮСШ «Восток». В 2005 году перешёл в школу раменского «Сатурна», а в октябре был заявлен за клуб для участия в чемпионате России. Дебютировал в основном составе команды 18 октября 2008 года в матче с московским «Спартаком» (0:0). Футболист вышел на поле в стартовом составе и отыграл всю встречу целиком. Зимой 2009 года игрок был переведён из дубля в основную команду. В августе Евгений продлил контракт с клубом до конца 2011 года. Зимой и летом 2010 года он был на просмотре в подмосковных «Химках», но в команду так и не перешёл. В августе арендное соглашение с игроком заключило питерское «Динамо». С начала 2011 года Евгений выступал за «Сатурн-2», но летом расторг контракт с клубом, после чего перешёл в подольский «Витязь». В июле 2012 года футболист прибыл на просмотр в курский «Авангард», с которым позже заключил контракт. Дебютировал в составе команды 16 июля в матче чемпионата с выксенским «Металлургом» (4:1).
С 2020 года тренирует юношей СШОР «Метеор» (г.о. Балашиха, Московская обл.) по возрастам с 2003 года рождения по 2009 год рождения.